# Vault 7

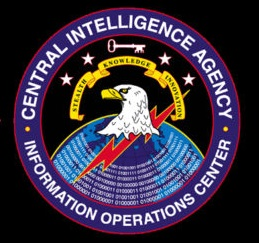
Logotipo oficial de publicação para documentos rotulados coletivamente como Vault 7.

Vault 7 é uma série de documentos que o WikiLeaks começou a lançar no dia 7 de março de 2017, que detalha atividades da Agência Central de Inteligência dos Estados Unidos (CIA) para executar vigilância eletrônica e guerra cibernética. De acordo com o fundador do site WikiLeaks, Julian Assange, Vault 7 é o lançamento mais abrangente de arquivos de espionagem dos Estados Unidos já tornado público. Os arquivos, datados de 2013-2016, incluem detalhes sobre as capacidades de software da agência, tais como a capacidade de comprometer televisores inteligentes, smartphones incluindo o iPhone da Apple e os que executam o sistema operacional Android do Google, bem como sistemas operacionais como Windows, macOS e Linux.

## Lançamento
O primeiro lote de documentos a ser lançado consistiu de 7,818 páginas da web com 943 anexos, supostamente vindas do Centro para Inteligência Cibernética, que já contém mais páginas do que as revelações da NSA de Edward Snowden. O WikiLeaks não nomeou a fonte, mas disse que os arquivos tinham "circulado entre ex-hackers e contratados do governo dos EUA de forma não autorizada, um dos quais forneceu ao WikiLeaks partes do arquivo." De Acordo com o WikiLeaks, a fonte "pretende lançar um debate público sobre a segurança, criação, uso, proliferação e o controle democrático das ciberarmas" uma vez que estas ferramentas levantam questões que "precisam urgentemente ser debatidos em público, incluindo-se a capacidade de hacking da C.I.A. excedeu seus poderes mandatados e o problema da fiscalização pública da agência."
WikiLeaks suprimiu nomes e outras informações de identificação dos documentos antes de sua liberação. Ele também disse que iria adiar o lançamento do código fonte das ciberarmas, que são declaradamente várias centenas de milhões de linhas, "até que um consenso sobre a técnica e a natureza política do programa da C.I.A. e como tais "armas" devem ser analisadas, desarmadas e publicadas."
A CIA perdeu o controle da maioria de seu arsenal de hacking, incluindo malware, exploits "zero day" como armas, malware de sistemas de controle remoto e a documentação associada. Esta coleção extraordinária, o que equivale a mais de centenas de milhões de linhas de código, dá a seu possuidor toda a capacidade de hacking da CIA.[carece de fontes?]
Edward Snowden comentou sobre a importância do lançamento, afirmando que isso revela que o Governo dos Estados Unidos estaria "desenvolvendo vulnerabilidades em produtos dos EUA" e "intencionalmente mantendo estas abertas", o que ele considera altamente imprudente.
Nathan White, Gerente Legislativo Sênior do Access Now disse em nota:
Hoje, a nossa segurança digital foi comprometida pois a CIA esteve estocando vulnerabilidades ao invés de trabalhar com as empresas para corrigi-las. Os Estados Unidos supostamente deveria ter um processo que ajuda a manter seguro nossos dispositivos digitais e serviços — o Processo de Equidade de Vulnerabilidades.’ Muitas destas vulnerabilidades poderiam ter sido divulgadas de forma responsável e corrigidas. Este vazamento prova o risco digital inerente de estocar vulnerabilidades ao invés de consertá-las

## Autenticidade
Embora os documentos pareçam ser autênticos, quando perguntado sobre a sua autenticidade um porta-voz da CIA respondeu que a organização "não comentará sobre a autenticidade ou o conteúdo de supostos documentos de inteligência."
Segundo o ex-empregado da NSA e denunciante Edward Snowden, os documentos "parecem autênticos."

## Organização de guerra cibernética dos EUA
O WikiLeaks disse que os documentos vieram de "uma isolada rede de alta segurança situada de dentro do Centro de informática de Inteligência (CCI) da CIA, em Langley, Virgínia." Os documentos permitiram ao WikiLeaks a parcialmente determinar a estrutura e a organização do CCI. O CCI supostamente tem toda uma unidade dedicada a comprometer produtos da Apple.
O governo dos EUA teria usa seu Consulado-Geral em Frankfurt, na Alemanha, como uma base para operações cibernéticas. Esta representação diplomática era conhecida por ser o maior consulado dos EUA em todo o mundo, tanto em termos de pessoal e de instalações, e tem desempenhado um papel de destaque na arquitetura de inteligência do governo dos EUA a anos. A equipe de inteligência, incluindo agentes da CIA, espiões da NSA, militares do serviço secreto, os funcionários do Departamento de Segurança Interna e do Serviço Secreto estão trabalhando na construção de complexo com altos muros e arame farpado no norte da cidade. Em um raio de cerca de 40 quilômetros ao redor de Frankfurt, os norte-americanos também tinham estabelecido uma densa rede de postos avançados e empresas de fachada em Frankfurt. Documentos do WikiLeaks revelam que foram dados a hackers de Frankfurt, parte do Centro para Inteligência Cibernética da Europa (CCIE), identidades secretas e passaportes diplomáticos para ofuscar os oficiais da alfândega para ganhar a entrada para a Alemanha.

## Umbrage
Os documentos supostamente revelaram que a agência havia acumulado uma grande coleção de técnicas de ataques cibernéticos e malware produzido por outros países, com o WikiLeaks citando especificamente a Rússia, que coletivamente era referido como "Umbrage". De acordo com o WikiLeaks, estas técnicas e software são utilizados para confundir os investigadores forenses por meio de se mascarar a origem dos ataques cibernéticos da agência com a agência supostamente disfarçando seus próprios ataques cibernéticos como o trabalho de outros grupos. Kevin Poulsen, escrevendo para o The Daily Beast, observou que a biblioteca do Umbrage não foi ordenada por país de origem, e que o malware russo não foi incluído na biblioteca. Os arquivos publicados pelo WikiLeaks sugerem que código emprestado foi utilizado para reduzir custos.

## Tecnologia e softwares supostamente comprometidos

### Telefones inteligentes
As ferramentas eletrônicas podem supostamente comprometer ambos os sistemas operacionais iPhone da Apple e Android do Google. Adicionando malware para o sistema operacional Android, a agência pode obter acesso de comunicações seguras feitas em um dispositivo.
A Apple afirmou que "muitas dos problemas que vazaram hoje já foram corrigidos na última versão do iOS," e que a empresa "vai continuar a trabalhar para resolver rapidamente qualquer vulnerabilidades identificadas".

#### Serviços de mensagens
De acordo com o WikiLeaks, uma vez que um celular com Android é penetrado a agência pode recolher o "tráfego de áudio e de mensagens antes da criptografia ser aplicada". Alguns dos software da agência são supostamente capazes de ganhar acesso a mensagens enviadas por serviços de mensagens instantâneas. Este método de acessar mensagens difere na obtenção de acesso ao desencriptar uma mensagem já criptografada, o que ainda não foi comunicado. Enquanto que a criptografia de mensageiros que oferecem criptografia de ponta-a-ponta, como o Telegram, WhatsApp e Signal, não foi relatada como tendo sido quebrada, sua criptografia pode ser ignorada por conta da captura de entrada de dados antes de sua criptografia ser aplicada.

### Sistemas de controle de veículo
Um documento declarou que a C.I.A. estava pesquisando maneiras de infectar sistemas de controle de veículo. O WikiLeaks afirmou, "O propósito de tal controle não é especificado, mas permitiria que a CIA pudesse se envolver em assassinatos quase indetectáveis." Esta declaração chamou a atenção para as teorias de conspiração que cercam a morte de Michael Hastings.

### Weeping Angel
Em 21 de abril de 2017, o site Wikileaks publicou a parte 6 do "Vault 7", um dos conjuntos de software, que teria o codinome "Weeping Angel", desenvolvido pela CIA em parceria com o serviço de segurança do Reino Unido, MI5, é declarado como ser capaz de usar Smart TVs da Samsung como dispositivos de escuta secretos. Uma vez conectadas as televisões com um cabo USB, ele permitiria que uma televisão inteligente infectada fosse usada "como uma escuta, gravando conversas na sala e enviando-as pela internet para um servidor secreto da C.I.A." e até mesmo gravações audiovisuais, mesmo que pareça estar desligada. O nome "Weeping Angel" faz referência aos personagens de mesmo nome da série televisiva britânica, Doctor Who, fazendo alusão ao fato de "agirem" apenas quando não estivessem sendo observados.

### Windows
Os documentos referem a um exploit "Windows FAX DLL injection" nos sistemas operacionais Microsoft Windows XP, Windows Vista e Windows 7. Um porta-voz da Microsoft disse: "Estamos cientes do relatório e estamos vendo-o."